# تشارلي هيمفيل
تشارلي هيمفيل (بالإنجليزية: Charlie Hemphill) هو لاعب كرة قاعدة أمريكي، ولد في 20 أبريل 1876 في غرينفيل في الولايات المتحدة، وتوفي في 22 يونيو 1953 في ديترويت في الولايات المتحدة.

## وصلات خارجية
- تشارلي هيمفيل على موقعبيزبول رفرنس.كوم (الدوري الرئيسي) (الإنجليزية)
- تشارلي هيمفيل على موقع مشجعي الرسوم البيانية (الإنجليزية)